# Maria Pourchet
Pour les articles homonymes, voir Pourchet (homonymie).
Maria Pourchet est une romancière française, née le 5 mars 1980 à Épinal (Vosges). La plupart de ses romans sont publiés aux éditions Gallimard dans la collection Blanche.

## Biographie

### Enfance et formation
Maria Pourchet naît le 5 mars 1980 à Épinal (Vosges). Elle grandit sans télévision (mais avec la chanson française et la bibliothèque municipale). 
Elle est titulaire d'un doctorat en sciences sociales (section sociologie des médias). Sa thèse, intitulée « Faces et envers des écrans de la littérature : archéologie d'un monde du discours (1953-2007) », soutenue sous la direction de Jacques Walter (Centre de recherche sur les médiations) en 2007 à l'université Paul Verlaine-Metz (depuis devenue université de Lorraine), est consacrée à la médiatisation télévisuelle des écrivains.
Elle effectue son post-doctorat à l'université Paris 12 (Upec) entre 2008 et 2010, en sociologie des médias.

### Carrière professionnelle
Elle poursuit ses études tout en travaillant au Républicain Lorrain (presse quotidienne Metz).
Puis, parallèlement à différents travaux de recherche et missions de conseils auprès d'équipements culturels et d'entreprises, Maria Pourchet enseigne la sociologie et les sciences de l'information et de la communication dans différentes universités, notamment à Paris X Nanterre à partir de 2006. Elle est nommée Maître de conférences à l'université de Paris X (Métiers du Livre) en 2012. Elle n'aurait plus aucune activité universitaire aujourd'hui.
En 2009, elle écrit et coréalise (avec Bernard Faroux) un documentaire, Des écrivains sur un plateau : une histoire du livre à la télévision (1950-2008), diffusé sur France 2. 
Elle collabore à la revue Décapage (Flammarion) depuis 2012 et rédige parfois des articles dans des journaux,Elle écrit aussi pour le cinéma et la télévision,
En 2024 elle écrit la série audio l’Amour sans, diffusée sur Canal +, avec Arthur Teboul et Céline Sallette dans les rôles de Libero et de Viviane. Elle consacre également la série de l'été de France Inter, une chronique de la matinale intitulée "Un été avec...", à Romain Gary, en lisant une série de quarante lettres qu'elle lui a écrites,. Elle cosigne enfin avec François-Henri Désérable le scénario d’un téléfilm sur Romain Gary, L’Enchanteur, réalisé par Philippe Lefebvre.

#### Romans
En 2012, elle sort son premier roman, Avancer. « A 32 ans, Maria Pourchet publie "Avancer", drôlissime et décapant premier roman de 220 pages sur une jeune personne en quête d'avenir, Victoria. » écrit la journaliste de France Info, Anne Brigaudeau. 
Elle reçoit le Prix Erckmann-Chatrian en 2013 pour son deuxième roman, Rome en un jour.
En 2015 elle publie Champion. Le livre raconte l'histoire d'un adolescent brillant, interné en hôpital psychiatrique, à qui l'on demande d'écrire le récit de ses derniers jours,. 
Elle reçoit le Prix Révélation de la SGDL 2018 pour Toutes les femmes sauf une. Dans ce roman plus personnel que les autres, elle évoque l'accouchement et la condition des femmes. Il raconte notamment l'histoire d'une jeune mère qui tente de mettre fin aux violences contre les femmes qui se perpétuent de mères en filles au sein de sa famille. 
Dans son roman suivant, Les Impatients, paru en 2019, elle réalise une fiction à partir de ses observations sociologiques. Elle évoque les jeunes dirigeants. Elle raconte notamment l'histoire de Reine, 32 ans, carriériste et diplômée, qui décide finalement de fuir son dernier poste. 
En septembre 2021, son roman Feu figure sur la liste des seize livres retenus dans la première sélection du prix Goncourt. Il est également nommé pour les prix Renaudot, Interallié, Décembre et de Flore. En 2023, 50 000 exemplaires se sont déjà écoulés et il est traduit en cinq langues. Le livre raconte une histoire d'adultère impossible entre une professeure d’université quadragénaire et un banquier de 10 ans son aîné,. 
En 2023, son roman Western figure sur la liste des neuf livres retenus dans la sélection du prix Renaudot et remporte le prix de Flore. Il évoque #MeToo en racontant l'histoire d'amour entre un acteur accusé de prédation sexuelle et une femme à la dérive,,. 

## Publications

### Romans
- Avancer[13], éditions Gallimard, coll. « Blanche », 2012  (ISBN 9782070137121).
- Rome en un jour, Gallimard, coll. « Blanche », 2013  (ISBN 9782070142163) ; « Folio » no 6057, 2015  (ISBN 9782070468140).
- Champion, Gallimard, coll. « Blanche », 2015  (ISBN 9782070148646) ; « Folio » no 6723, 2019,  (ISBN 9782072864643).
- Toutes les femmes sauf une, Pauvert, 2018  (ISBN 9782213699134)[25],[26].
- Les Impatients, Gallimard, « collection Blanche », 2019   (ISBN 9782072831454).
- Feu, Fayard, 2021,  (ISBN 9782213720784).
- Western, Stock, 2023, prix de Flore 2023[22], (ISBN 9782234094901).

### Nouvelles et poésie
- La 206, in La Nouvelle Revue française, no 618, éditions Gallimard, mai 2016  (ISBN 9782070183739).
- Roman, in La Nouvelle Revue française (no 641), Gallimard, mars 2020  (ISBN 9782072890963).
- Hypo Game, in Les désirs comme désordre (collectif), Pauvert, 2020,  (ISBN 9782720215674)
- Attraper la course, textes de l’exposition Lorenzo Mattotti (Angoulême 2023), casterman, 2024,  (ISBN 9782203287594)

### Autres publications (ouvrages collectifs et recensions)
- Les Médiations de l’écrivain, les conditions de la création littéraire[27] sous la direction de Maria Pourchet et d’Audrey Alvès, éditions de L'Harmattan, 2011  (ISBN 9782296139114).
- Avec Sylvie Ducas, Comment le livre vient au lecteur : la prescription littéraire à l’heure de l’hyperchoix et du numérique, in Communication et Langages, éditions Armand Colin, Paris, 2014.
- « Roger Marchal, dir., Vie des salons et activités littéraires de Marguerite de Valois à Mme de Staël », Questions de communication, 5, 2004, lire en ligne
- « Olivier Donnat, Paul Toila, dirs, Le(s) public(s) de la culture », Questions de communication, 6, 2004 lire en ligne
- « Mihai Coman, Pour une anthropologie des médias », Questions de communication, 7, 2005 lire en ligne

## Documentaire
- Des écrivains sur un plateau : une histoire du livre à la télévision (52 min), écrit par Maria Pourchet, co-réalisé avec Bernard Faroux, produit par l'INA, diffusion France 2, octobre 2009

## Scénarios
- King (collaboration au scénario), réalisé par David Moreau, produit par Full House, 2021.
- Nouveau départ  (scénario et dialogues) avec Philippe Lefebvre, réalisé par Philippe Lefebvre, produit par Récifilms, 2022.
- L’enchanteur (scénario et dialogues) avec François Henri Désérable, réalisé par Philippe Lefebvre, produit par 247 Max pour France 2, 2023.
- L’Amour sans (scénario et dialogues) série en 8 épisodes avec Arthur Teboul et Céline Sallette réalisée par Benoit Dunaigre pour Canal +, 2024.

## Prix et distinctions
- Prix Erckmann-Chatrian[28] 2013 pour Rome en un jour[29].
- Prix du public (Touquet Paris-Plages) 2015 pour Champion[30]
- Prix Révélation de la SGDL 2018, pour Toutes les femmes sauf une[31]
- Finaliste prix Le Monde 2018, pour Toutes les femmes sauf une[32]
- Prix Françoise-Sagan 2019 - "Mention spéciale du jury" pour Les Impatients[33]
- Sélection prix Orange du livre 2019 pour Les impatients[34]
- Sélection prix du roman Marie-Claire 2019 pour Les Impatients
- Sélection prix Goncourt, prix Renaudot, prix Interallié, prix de Flore, prix Décembre, prix France Inter, prix des lectrices de Elle, prix France Culture-Télérama, prix Le Monde, en 2021 pour Feu.
- Prix Rive Gauche 2021 pour Feu.
- Sélection prix Renaudot en 2023 pour Western.
- Prix de Flore en 2023 pour Western[22].

## Entretiens
- Bookmakers, avec Richard Gaitet sur Arte Radio[35]